# جون روبر (لاعب كرة قاعدة)
جون روبر (بالإنجليزية: John Roper)‏ هو لاعب كرة قاعدة أمريكي، ولد في 21 نوفمبر 1971 في ريفورد في الولايات المتحدة.

## وصلات خارجية
- جون روبر على موقعبيزبول رفرنس.كوم (الدوري الرئيسي) (الإنجليزية)
- جون روبر على موقعبيزبول رفرنس.كوم (الدوري الثانوي) (الإنجليزية)